# Iván III de Rusia
Iván III Vasílievich (en ruso: Иван III Васильевич; Moscú, 22 de enero de 1440-27 de octubre de 1505), también conocido como Iván el Grande, fue gran príncipe de Moscovia entre 1462 y 1505 y el primero en adoptar, en 1478, el título de «Soberano de toda Rus» (en ruso: Государь всея Руси, Gosudar vseyá Rusí). En ocasiones se refieren a él como el «unificador de las tierras rusas», ya que cuadriplicó su territorio y proclamó Moscú como la Tercera Roma. Construyó el Kremlin de Moscú y creó instituciones para asegurar la autocracia. Fue también el protagonista del reinado más largo de la historia de Rusia. En español también se lo conocía como Juan III de Rusia.
Multiplicó el territorio de su estado mediante la conquista, la compra, la herencia y la incautación de tierras a sus parientes dinásticos, y sentó las bases del estado ruso centralizado. También renovó el Kremlin de Moscú e introdujo un nuevo código legal. A Iván se le atribuye el fin del dominio de los tártaros sobre Rusia; su victoria sobre la Gran Horda en 1480 restauró formalmente su independencia.
Iván empezó a usar el título de zar, y utilizó el título provisionalmente hasta que la Casa de Habsburgo lo reconoció.. Aunque oficialmente utilizaba "zar" en su correspondencia con otros monarcas, se conformaba con el título de gran príncipe en casa.
Mediante el matrimonio con Sofía Paleólogo, Iván hizo del águila bicéfala el escudo de armas, y adoptó la idea de Moscú como Tercera Roma. Su reinado de 43 años fue el segundo más largo de la historia de Rusia, después del de su nieto Iván IV.

## Antecedentes
Los padres de Iván fueron Basilio II y María Yaroslavna de Bórovsk. Fue corregente con su padre al final del reinado de este y le sucedió en 1462, continuando tenazmente la política unificadora de sus predecesores.
Sin embargo, era muy cauto, rozando la timidez propia de muchos de los príncipes de la casa de Rúrik. Evitaba en lo posible los enfrentamientos violentos con sus vecinos excepto cuando las circunstancias le eran excepcionalmente favorables, prefiriendo siempre conseguir sus objetivos de forma gradual e indirectamente. Moscovia se convirtió en este tiempo en un fuerte y poderoso estado, mientras que sus rivales se habían debilitado, una situación muy favorable para la consecución de los fines políticos de un estadista del peculiar carácter de Iván III.
La primera vez que Iván es llamado heredero y gran príncipe en tratados entre su padre y otros príncipes rusos es en un tratado con Iván Vasílievich de Súzdal que data de 1448 o 1449. El título de gran príncipe no figura en un tratado con Casimiro IV de Polonia que data del 13 de agosto de 1449, pero aparece de nuevo en tratados con Vasili Yaroslávich de Sérpujov a principios de la década de 1450.

## Ampliando los territorios de Moscovia
Su primera empresa fue la guerra contra la República de Nóvgorod, que, alarmada ante la creciente dominación de Moscovia, se puso bajo la protección de Casimiro IV, rey de Polonia, una alianza que Moscú interpretó como una apostasía de la ortodoxia. Aunque hubiese podido utilizar cualquier otro pretexto, la religión parecía el mejor, así que Iván inició la guerra contra Nóvgorod en 1470, y tras las dos derrotas infligidas por sus generales a las tropas de la república en Shelona y en el Dviná durante el verano de 1471, Nóvgorod se vio forzada a pactar una paz por la que abandonaba para siempre su alianza con Polonia, cedía una considerable porción de sus colonias en el norte y pagaba una indemnización de quince mil quinientos rublos.
Tras ello, Iván buscó continuamente un pretexto para apoderarse de Nóvgorod totalmente, pero, aunque violó con frecuencia sus antiguos privilegios en materias de pequeña importancia, la actitud de la república era tan cuidadosa que la oportunidad no se dio hasta 1477. En ese año los embajadores de la república, por su cuenta y riesgo, se dirigieron a él en audiencia pública como gosudar (soberano) en vez de gospodín (señor), como era habitual. Iván interpretó esto como un reconocimiento de su soberanía, y cuando Nóvgorod desdijo a sus embajadores, marchó contra la ciudad. Abandonada por Casimiro IV y rodeada por las tropas moscovitas, que incluían un contingente tártaro, la república reconoció a Iván como autócrata, y entregó el 14 de enero de 1478 todas sus prerrogativas y posesiones (incluyendo el conjunto de territorios que se extendía desde la Moscovia norteña de Laponia a los Urales).
Las rebeliones que siguieron (1479-1488) fueron castigadas trasladando en masa a las familias más ricas y más antiguas de Nóvgorod a Moscú, a Vyatka y a otras ciudades rusas centrales. Después de esto Nóvgorod dejó de existir como Estado independiente. Su rival, la República de Pskov, debió la continuación de su propia existencia política a la ayuda que le prestó a Iván contra su antigua enemiga. Los otros principados fueron absorbidos virtualmente, por conquista, compra o unión: Yaroslavl en 1463, Rostov en 1474, Tver en 1485 y Vyatka en 1489.
Iván se negó a compartir sus conquistas con sus hermanos; su intromisión en la política interna de los principados regidos por estos originó varias guerras, de las cuales salió victorioso, a pesar de tener que enfrentarse también con Lituania —que sostuvo a sus hermanos—. Finalmente, la nueva ley de gobierno de Iván, dispuesta formalmente en su última voluntad, establecía que todos los dominios de sus parientes, después de sus muertes, debían pasar directamente al gran príncipe reinante en vez de a los herederos de los príncipes, como había sucedido hasta entonces: así puso fin a la semiindependencia de los principados.

## Política exterior

La guerra de Iván III contra el Gran Ducado de Lituania (1500-1503), que le reportó extensos territorios.

Iván III puso fin a la relación de vasallaje que el Gran Principado de Moscovia mantenía con la Horda de Oro. Iván III firmó un tratado de amistad con el kan de Crimea (1474) para tener las manos libres para ello. Después, en 1480, Iván rechazó pagar el tributo acostumbrado al gran Ahmed Kan de la Horda de Oro. Sin embargo, cuando este marchó contra él, su determinación comenzó a fallar, y solamente las severas exhortaciones del obispo de Rostov, Vasián, lo indujeron a presentar batalla. Durante todo el otoño, las huestes rusas y tártaras se enfrentaron en los lados opuestos del río Ugrá en lo que se denomina el «Gran encuentro del río Ugrá», hasta el 11 de noviembre, cuando Ahmed se retiró a la estepa.
El año siguiente, el Gran Kan, que se encontraba preparando una segunda expedición contra Moscú, fue atacado y asesinado por Ibak Kan, kan del Kanato de Siberia, con lo cual la Horda de Oro se disolvió. En 1487, Iván III redujo el Kanato de Kazán, uno de los sucesores de la Horda, a la condición de vasallo, aunque en sus  últimos años perdió su dominio sobre él. Con las otras fuerzas musulmanas (el kan de Crimea y los sultanes del Imperio otomano), las relaciones eran pacíficas e incluso amistosas. El kan de Crimea, Meñli I Giray, le ayudó contra el Gran Ducado de Lituania y facilitó las relaciones diplomáticas entre Moscú y Estambul, a donde acudió la primera embajada rusa en 1495.
En cuanto a la política nórdica, Iván III concluyó una alianza ofensiva con Hans de Dinamarca y mantuvo una correspondencia regular con el emperador Maximiliano I, que lo llamó “hermano”. Construyó una ciudadela en Ingria (renombrada Ivángorod), que fue muy útil en la guerra contra Suecia, a la que había precedido la detención por parte de Iván de los comerciantes de la Liga Hanseática que negociaban en Nóvgorod.
La muerte de Casimiro IV en 1492, a la que siguió la repartición de Polonia y Lituania entre sus herederos, facilitó la expansión de los dominios moscovitas. El trono de Lituania fue ocupado por su hijo Alejandro I, príncipe débil y apático, tan incapaz de defender sus posesiones contra los ataques persistentes de los moscovitas que procuró evitarlos mediante un acuerdo matrimonial, desposando a Elena, hija de Iván. Pero la porfía de Iván en apropiarse del territorio a cualquier precio obligó a Alejandro en 1499 a tomar partido contra su suegro. Los lituanos resultaron vencidos en Vedrosha (el 14 de julio de 1500) y en 1503 Alejandro se avino a firmar la paz a cambio de ceder a Iván III Chernígov, Starodub, Nóvgorod-Síverski y dieciséis ciudades más.

## Política interna

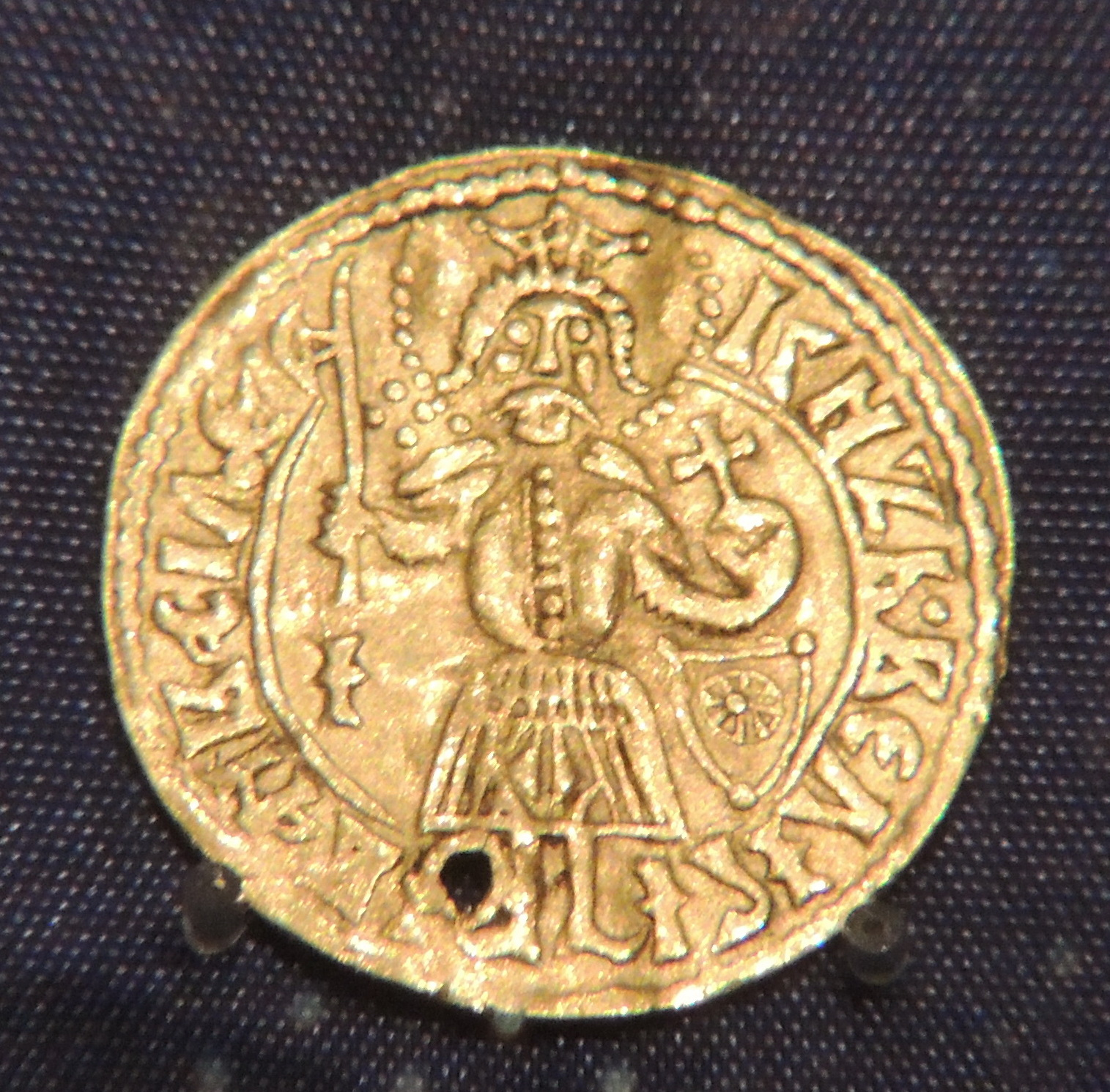
Moneda de Iván III.

El carácter del gobierno de Moscovia bajo Iván III cambió profundamente y adquirió una forma autocrática que no había tenido nunca antes. Esto era debido no simplemente a la consecuencia natural de la hegemonía de Moscú sobre las otras tierras rusas, sino al crecimiento simultáneo de los nuevos y exóticos principios que aparecen en un terreno abonado para ellos. Después de la caída de Constantinopla, los patriarcas ortodoxos se inclinaron a considerar a los grandes Duques de Moscovia como los sucesores de los emperadores bizantinos.
Este movimiento coincidió con un cambio en las circunstancias de la familia de Iván III. Después de la muerte de su primera esposa, María de Tver (1467), siguiendo la sugerencia del papa Paulo II (1469), que esperaba de tal modo atar Moscovia a la Santa Sede, Iván III desposó a Sofía Paleóloga (también conocida bajo su nombre griego y ortodoxo original de Zoe), hija de Tomás Paleólogo, el déspota de Morea, que demandó el trono de Constantinopla como hermano de Constantino XI, anterior emperador de Bizancio. Frustrando las esperanzas del papa de unificar la fe, la princesa se convirtió a la ortodoxa. Debido a sus tradiciones de familia, despertó ideas imperiales en la mente de su esposo. Era tal su influencia que la etiqueta ceremoniosa de Constantinopla (junto con el águila bicéfala imperial y su implicación) fue adoptada por la corte del Principado de Moscú.
El gran duque en adelante mantuvo a distancia de sus boyardos. Los viejos sistemas del gobierno patriarcal desaparecieron. Los boyardos no fueron consultados más sobre asuntos del estado. El soberano se convirtió en sacrosanto, mientras que los boyardos fueron reducidos al nivel de los siervos absolutamente dependientes de la voluntad del soberano. Los boyardos, lógicamente resentidos, promovieron una revolución, al principio con un cierto éxito. Pero la segunda esposa de Iván prevaleció, siendo su hijo Vasili, y no el hijo de María de Tver, Iván, el que fue nombrado corregente con su padre (el 14 de abril de 1502).
En el reinado de Iván III, el Sudébnik o código de la ley, fue compilado por el escribano Vladímir Gúsev. Iván hizo lo posible para hacer de su capital una sucesora digna de Constantinopla e invitó con este objetivo a muchos artistas y maestros extranjeros que radicaran en Moscú. El más conocido de estos era el italiano Aristóteles Fioravanti debido a su conocimiento extraordinario, y que construyó varias catedrales y palacios en el Kremlin de Moscú. Este monumento extraordinario del arte moscovita sigue siendo un símbolo duradero de la fuerza y de la gloria de Iván III, así como de la maestría de los arquitectos italianos.

## Títulos y tratamientos
| ● Años 1480-/: | Por la gracia de Dios el gran soberano de la tierra rusa, gran príncipe Iván Vasílievich, zar de Toda Rusia (1) |
| ● Años 1490-/: | Por la gracia de Dios Iván, soberano de toda Rus y Gran príncipe de Vladímir                                    |

1. Título completo: el gran soberano de la tierra rusa, gran príncipe Iván Vasílievich, zar de Toda Rusia, de Vladímir y Moscú, y Nóvgorod, y Pskov, y Yugorsk, y Vyatka, y Perm, y otros.
2. Título completo: Iván, soberano de toda Rus y gran príncipe de Vladímir, y Moscú, y Nóvgorod, y Pskov, y Yugorsk, y Vyatka, y Perm, y Bulgar y otros.